# Daler Mehndi
Daler Singh (lang-pa|ਦਲੇਰ ਮਹਿੰਦੀ, IAST|dalēr mahindī, nacido en Patna, 18 de agosto de 1967), más conocido como Daler Mehndi, es un cantante indio de bhangra pop. Mehndi fue un estudiante de la música tradicional de Punjabi y su primer álbum rompió récords de ventas en la India. Desde 1995 grabó varios álbumes de gran éxito en la India, y también participó como cantante en varias películas de Bollywood. Su popularidad internacional creció tanto, que se pudo permitir recorrer los Estados Unidos cantando. Mehndi es también conocido como filántropo y ha financiado proyectos de embellecimiento en Delhi y ayudado a víctimas de terremotos.

## Biografía

### Primeros años
Daler Mehndi nació y se crio en Patna, Bihar en el seno de una familia sij. Comenzó a cantar a los 6 años y sus padres le enseñaron los ragas y Shabads del Guru Granth Sahib. A la edad de catorce años se pasó tres refinando su voz y aprendiendo a tocar la tabla, el dholak, el armonio y la tanpura con el fallecido Ustad Ali Khan Saheb Raahat de Gorakhpur.

### Relación con los afganos
Durante sus años en Estados Unidos, Mehndi cantaba ghazales afganos. Compaginaba cantar los fines de semana con trabajar el resto de la semana como taxista. Más allá de la India, tiene fans en Afganistán, y es popular entre la diáspora afgana. Fue a causa de su relación con los afganos que cantó la mayoría de las letras en persa en su álbum Bismillah, que fue lanzado el Ramadán de 2008.

### 1995-presente: popularidad
En 1995 Mehndi finalmente cambió de la música clásica al pop y sacó su primer álbum, Bolo Ta Ra Ra, con temas basados en lo que le enseñó su madre. Vendió medio millón de copias en cuatro meses y 20 millones de copias en total. Esto convirtió a Bolo Ta Ra Ra en el álbum mejor vendido de la historia de la música india que no perteneciese a un grupo de música. Recibió el Premio "Voice of Asia International Ethnic and Pop Music Contest" en 1994. En 1996 también obtuvo el "Channel V Best Indian Male Artist Award" que recibió por Dar Di Rab Rab y en 1997 por Ho Jayegi Bale Bale. Ha aparecido en las películas Mrityudata y Pundit Arjun. Su éxito le ayudó a negociar un contrato de grabación de última hora con su compañía discográfica Magnasound por 20,5 millones de rupias. También ha sido estrella invitada en la nueva versión de la India Sesame Street conocida como Galli Galli Sim Sim. Actualmente es maestro en la Zee TV reality show de Sa Re Ga Ma Pa cantante y superestrella.
Su canción "Tunak Tunak Tun" (1998) fue un fenómeno en Internet. Este objeto de culto fue impulsado por el video musical de la canción a menudo conocida simplemente como "Tunak". Esta ganó su popularidad debido a su baile y ha dado lugar a muchas parodias. Mehndi en el video musical baila con "clones" de sí mismo y en respuesta a los medios de comunicación él respondía que era popular sólo por los modelos de sus videos. Tunak Tunak Tun fue el primer video musical en hacer uso de la tecnología de pantalla azul en la India.

### Controversias
En 2003, Mehndi fue acusado de ser miembro de una estafa de indocumentados enviados hacia Canadá, por disfrazarlos como músicos, acusación que él negó. Estuvo en la clandestinidad durante un mes, hasta que se entregó a la policía en Patiala, siendo acusado de 31 cargos de violacion de la Ley de Inmigración. El director general de la policía de Punjab, AA Siddiqui, declaró posteriormente que Mehndi era inocente e insinuó que la confusión surgió porque Daler y su hermano, que era el objetivo original del escándalo, se parecían.
Un grupo islámico indio llamado Raza Academia llevó a Mehndi a los tribunales por la letra supuestamente ofensiva de un vídeo musical de su álbum Nabi Buba Nabi. Finalmente se cambiaron algunas de las palabras y se eliminaron las referencias al "profeta".

## Arte
Daler Mehndi se especializa en un tipo de hindi-pop que se infunde con el canto Rababi, una tradición sij musical. El sonido es similar al techno, la danza y la música house, con sonidos folk de una tabla india que se reproduce en segundo plano. Su popularidad y la recuperación simultánea de la música bhangra está pensada para ser bailable fácilmente. Es un orgullo nacional en el pueblo de la India.

## Filantropía y otras actividades
Mehndi creó el "Daler Mehndi Green Drive" para ayudar a hacer un medio ambiente más limpio en Delhi. Donó 85 millones de rupias al "Daler Mehndi Green Drive", 12 millones de rupias a organizaciones benéficas de Kargil, y construyó 16 casas en Guyarat después de un terremoto. También hizo una serie de conciertos en México para recaudar fondos para las víctimas del terremoto y envió ayuda a las víctimas del ciclón de Orissa y a los niños de la calle en Kenia.

## Discografía
- Bolo Ta Ra Ra - Music Album - 1995
- Dardi Rab Rab - Music Album - 1996
- Ho Jayegi Balle Balle - Music Album - 1997
- Tunak Tunak Tun - Music Album - 1998
- Ek Dana - Music Album - 2000
- Nach Ni Shaam Kaure - Music Album - 2002
- Mojaan Laen Do - Music Album - 2003
- Shaa Ra Ra Ra - Music Album - 2004
- Single Nach le for Hindi film Lakeer - 2004
- Single Rang De Basanti for Hindi film Rang De Basanti - 2006
- Raula Pai Gaya - Music Album - 2007
- Aasman ko chukar dekha for Hindi film Hanuman Returns - 2007
- Bismillah - Religious Music Album - 2008
- Dhoom Punjabi - IPL Kings XI Punjab Theme song - 2008
- Eh Lai 100 Rupaiya - 2008
- Bhootni ke- for Hindi film Singh is Kinng-2008
- Mere Desh Ki Dharti for Hindi film Kissan - 2009
- Dulha Mil Gaya for Hindi film Dulha Mil Gaya - 2010
- Om Zaarare for Tamil film Kuselan , along with K.S.Chitra and Sadhana Sargam
- Karle Baby Dance Wance for Hindi Film Hello (2008) with Sunidhi Chauan
- Punch Out!!, played and edited music for Great Tiger's Exhibition Matches - 2009
- Duet for Yamadonga, 2007 a sensational Telugu hit film
- Duet for MAGADHEERA, 2009 a sensational Telugu hit film
- Aila Re Aila for Hindi film Khatta Meetha (película de 2010) - Akshay Kumar - 2010
- Zor ka Jhatka for Action Replayy
- Chamki Jawaani For Yamla Pagla Deewana
- Single Teen Thay Bhai for Hindi film Teen Thay Bhai, 2011